# Кельевский сельсовет
Кельевский сельсовет — упразднённая административно-территориальная единица, существовавшая на территории Московской губернии и Московской области до 1954 года.
Кельевский сельсовет был образован в первые годы советской власти. По данным 1921 года он входил в состав Ошейкинской волости Волоколамского уезда Московской губернии.
В 1924 году к Кельевскому с/с был присоединён Мининский с/с.
По данным 1926 года в состав сельсовета входили 2 населённых пункта — Кельи и Минино.
В 1929 году Кельевский с/с был отнесён к Лотошинскому району Московского округа Московской области.
17 июля 1939 года к Кельевскому с/с были присоединены селение Паршино упразднённого Палкинского с/с и селение Хмелевки упразднённого Рождественского с/с.
14 июня 1954 года Кельевский с/с был упразднён, а его территория передана в Шестаковский с/с.